# コーポレートカラー
コーポレートカラー（英: Corporate Color）は、企業や団体等の組織を象徴する色をいう。シンボルカラー （英: Symbol Color）と同義で扱うことがある。組織が体外的に意図するイメージやコンセプトを提示することが多く、図案にコーポレートカラーを用いることがある。

## 概説
色彩は文字やマークに比べて容易に記憶に残るため企業のイメージ戦略の柱となっている。CI（コーポレート・アイデンティティ）の一環としてロゴマークや旗、社名等の看板、製品パッケージ、広告、ウェブサイトのデザイン、車両の塗装などをその色で統一することが多い。
なお、コーポレートカラーは企業の社章・団体の団体章・学校の校章に使用されている色と一致していることが多いが、必ずしもそうであるとは限らない。また、まれにではあるが、カラー（色）を比喩的に捉え、「コーポレートカラー」の語をコーポレーション(Corporation)の"カラー"として、すなわち、企業や組織の社風や企業の雰囲気を指す言葉として用いる用法もある。
なお、学校のコーポレートカラーは「スクールカラー」と呼ぶことが多い。東京大学の「淡青」、明治大学・駒澤大学の「紫紺」などがよく知られている。

## 具体例
- Peach Aviation - ピンク色及びフーシア色[1]
- ハーゲンダッツ - バーガンディレッド[1]